# Aksak Maboul
Gli Aksak Maboul sono un gruppo di rock sperimentale belga attivo dal 1977 al 1981 e nuovamente dal 2010.

## Storia del gruppo
Il gruppo è stato fondato da Marc Hollander, fondatore anche dell'etichetta discografica Crammed Discs, e da Vincent Kenis, anch'egli musicista e produttore.
La band ha pubblicato due album tra la fine degli anni '70 e i primi anni '80. Al secondo disco hanno collaborato Chris Cutler e Fred Frith, ex membri degli Henry Cow.
Nel 1979 il gruppo ha aderito al movimento Rock In Opposition, esibendosi nella seconda edizione del RIO Festival, svoltasi in quell'anno al Teatro dell'Elfo di Milano.
Prima della metà degli anni '80 il gruppo ha deciso di cessare ogni forma di attività. Solo nel 2010 il gruppo è ritornato attivo per ricominciare un lavoro iniziato nel 1984. Il terzo disco, Ex-Futur Album, è uscito in Europa nell'ottobre 2014. Nel 2020 viene pubblicato l'apprezzato Figures.

## Formazione

### Formazione attuale
- Marc Hollander – tastiere, percussioni, effetti, altro
- Véronique Vincent – voce (1980—)
- Vincent Kenis – chitarra, basso, tastiere, percussioni (1977—1978, 1980—1986)

### Ex membri o collaboratori
- Marc Moulin – tastiere (1977)
- Chris Joris – tastiere, sassofono (1977–1978)
- Catherine Jauniaux – voce (1977, 1979)
- Frank Wuyts – percussioni, tastiere (1977–1979)
- Michel Berckmans – fagotto, oboe (1978–1980)
- Denis van Hecke – violoncello (1978–1979)
- Geoff Leigh – sassofoni (1978–1979)
- Guigou Chenevier – batteria (1978)
- Fred Frith – chitarre, basso (1979)
- Chris Cutler – batteria (1979)
- Bob Vanderbob – sassofoni (1979)
- Yvon Vromman – chitarra, voce (1980–1981)
- Gérald Fenerberg – chitarra (1980–1981, 1986)
- Jean-François Jones Jacob III – batteria (1980–1981)
- Faustine Hollander – basso, voce (2015—)
- Sebastiaan Van den Branden – chitarra, basso, sintetizzatore (2015)
- Christophe Claeys – batteria (2015)
- Erik Heestermans – batteria (2016—)
- Lucien Fraipont – chitarra (2016—)

## Discografia

### Album
- 1977 - Onze danses pour combattre la migraine
- 1980 - Un peu de l'âme des bandits
- 2014 - Ex-futur album
- 2017 - 16 Visions Of Ex-Futur
- 2020 - Figures
- 2023 - Une aventure de VV (songspiel)